# Zdenka Becker

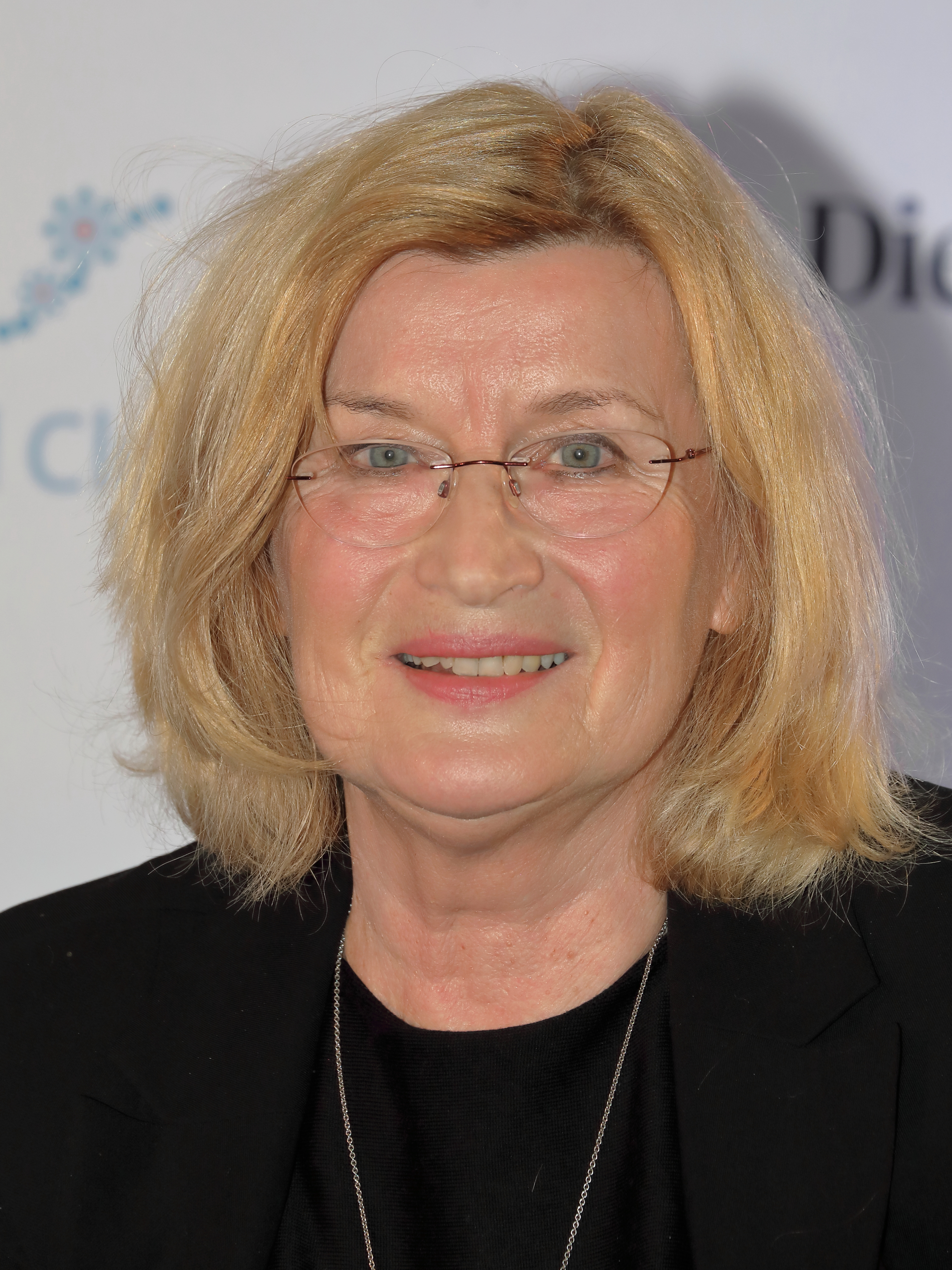
Zdenka Becker (2024)

Zdenka Becker (slowakisch Beckerová, * 25. März 1951 in Cheb, Tschechoslowakei) ist eine slowakisch-österreichische Schriftstellerin.

## Leben
Ihre Kindheit verbrachte Zdenka Becker in Bratislava. Nach der Matura studierte sie Ökonomie an der Wirtschaftsuniversität Bratislava. Im Jahr 1974 übersiedelte sie nach der Heirat mit dem Österreicher Leo Becker nach Österreich. 1986 begann sie auch, auf Deutsch zu schreiben. Von 1988 bis 1990 besuchte sie das Dolmetschinstitut in Wien. Seit 1983 lebt sie mit ihrer Familie in St. Pölten-Radlberg. Sie hat zwei Kinder.
Ihre Werke wurden ins Slowakische, Tschechische, Englische, Französische, Niederländische, Italienische, Rumänische, Spanische, Persische, Hindi, Panjabi, Urdu, Telugu und Mandarin übersetzt.
Zdenka Becker übersetzt aus dem Slowakischen, Tschechischen und Russischen ins Deutsche und aus dem Deutschen ins Slowakische.

## Werke

### Bücher
- Berg, ein Roman, der auch bereits verfilmt wurde
- Verknüpfungen, erschienen 1995, ISBN 3-901117-24-5
- Das einzige Licht die Mondfinsternis, Gedichte, erschienen 1999, ISBN 3-901117-41-5
- Goodbye, Galina oder Intercity Vienna Art Orchestra, Erzählungen, erschienen 2001 im Residenz Verlag ISBN 3-85285-059-2
- Die Töchter der Róza Bukovská, Roman, erschienen 2006 im Residenz Verlag ISBN 3-7017-1459-2
- Taubenflug, Roman, erschienen 2009 im Picus Verlag ISBN 978-3-85452-645-2
- Der größte Fall meines Vaters, Roman, erschienen 2013 im Verlag Deuticke bei Zsolnay ISBN 978-3-552-06207-8
- Samy, erschienen 2018 im Gmeiner Verlag, ISBN 978-3-8392-2254-6
- Ein fesches Dirndl, Roman, Gmeiner Verlag, Meßkirch 2019, ISBN 978-3-8392-2363-5
- Es ist schon fast halb zwölf, Amalthea Verlag 2022, ISBN 978-3-99050-220-4.
- An einem anderen Ort", Essays, Literaturedition Niederösterreich, 2024

### Anthologien und Literaturzeitschriften (Auswahl)
- Ralph Grüneberger (Hg.)/Gesellschaft für zeitgenössische Lyrik. Poesiealbum neu. Ausgabe 1/2010.

### Theaterstücke
- „Minu-Minuto, der Zeitgeist“, UA – Wien, 1990
- „Smogis heiße Küsse“, UA – St. Pölten, 1992
- „Berg“, UA – Eger, 1993
- „Das ausgetrickste B“, UA – Bratislava, 1994
- „Das Fünf-Tage-Paradies“, SL – Wien, 1994
- „Küß mich, Frosch“, SL – Wien, 1996
- „Safari“, UA – St. Pölten, 1996
- „Der Duft des Weizens“, UA – St. Pölten, 1998
- „Odysseus kam nicht zurück“, UA – Bonn, 2000
- „Good-bye, Galina oder Intercity – Vienna Art Orchestra“,UA – Bonn/Wien, März/April 2003
- SL – St. Louis, Iowa City, Portland ME (USA), 2004
- “Boogie & Blues”, SL – Iowa City, USA, 2004
- “Odysseus Never Returned”, EA – New York, USA, 2005
- “The Scent of Wheat”, New York, 31. März 2006, SL
- „Boogie & Blues“, UA Zvolen, Slowakei, 2007
- “Behind the Darkness”, SL, ÖKF New York, 2009
- "Odyseus sa nevrátil", Piestany, Slowakei, 2010
- "Odysseus kam nicht zurück", 3Ländereck-Theater, Jochenstein (D), 2016
- "Wir leben", (Bürgertheater-Stadtgeschichten), UA – Landestheater St. Pölten, 2016

### Drehbuch
- „Berg“ – Koproduktion STV + ORF, 1995; EA – STV: 25. Dezember 1995, ORF: 5. Juni 1996

## Auszeichnungen
- 1993 Werkstattpreis für Theaterautoren, 2. Platz, Salzburg
- 1993 Anerkennungspreis des Landes NÖ
- 1995 Dramatikerstipendium der Literar-Mechana
- 1995 Theodor-Körner-Preis
- 1996 Anerkennungspreis des Landes NÖ
- 1999 Dramatikerstipendium, Bundeskanzleramt
- 2000 Preis des Niederösterreichischen Kulturforums
- 2000 Übersetzerprämie des österreichischen Bundesministeriums für Unterricht, Kunst und Kultur (BMUKK)
- 2000 Romstipendium
- 2002 Preis des Autorinnenforums Rheinsberg, D, 2. Platz
- 2002 Übersetzerprämie der österreichischen Bundesregierung
- 2005 P.O.Hviezdoslav-Preis, Slowakischer Staatspreis für literarische Übersetzung
- 2005 Preis des „Short-Play-Festivals“ New York
- 2006 Menates-Preis für erotische Dichtung, D, Finalistin (von 770 Einsendungen)
- 2007 Projektstipendium für Literatur des BMUKK
- 2007 Theodor-Körner-Preis für Literatur
- 2008 Staatsstipendium für Literatur des BMUKK
- 2011 Ehrenzeichen der Stadt St. Pölten
- 2012 Staatsstipendium für Literatur des BMUKK
- 2014 Niederösterreichischer Kulturpreis – Würdigungspreis[1][2]
- 2016 Jakob-Prandtauer-Preis für Wissenschaft und Kunst[3]
- 2017 „Schreiben zwischen den Kulturen“ – 2. Platz, Exil-Literaturpreis
- 2022 Das große Ehrenzeichen für die Verdienste um das Bundesland Niederösterreich